# Delia albula
Delia albula är en tvåvingeart som först beskrevs av Carl Fredrik Fallén 1825.  Delia albula ingår i släktet Delia och familjen blomsterflugor. Arten är reproducerande i Sverige. Inga underarter finns listade i Catalogue of Life.